# Матюшино (Вяземский район)
Матюшино — деревня в Вяземском районе Смоленской области России. Входит в состав Заводского сельского поселения. Население — 4 жителя (2007).
Расположена в восточной части области в 30 км к югу от Вязьмы, в 20 км западнее автодороги Р132 Вязьма — Калуга — Тула — Рязань. В 12 км восточнее деревни расположена железнодорожная станция Годуновка на линии Вязьма — Занозная.

## История
В годы Великой Отечественной войны деревня была оккупирована гитлеровскими войсками в октябре 1941 года, освобождена в марте 1943 года.